# Artur Daniel Liskowacki
Artur Daniel Liskowacki (ur. 4 stycznia 1956 w Szczecinie) – polski prozaik, eseista, poeta, autor słuchowisk radiowych, krytyk teatralny.
Pracował w redakcji tygodnika Jantar, Morze i Ziemia. W latach 1990–2008 kierownik działu kulturalnego gazety Kurier Szczeciński, od 2008 jej prezes i redaktor naczelny. Współpracuje z miesięcznikiem Teatr, dwumiesięcznikiem Pogranicza oraz z Twórczością. W latach 1996–1999 pełnił funkcję prezesa szczecińskiego oddziału Stowarzyszenia Pisarzy Polskich.

## Nagrody i wyróżnienia
- 2000: Nagroda Artystyczna Miasta Szczecina
- 2001: Książka Eine kleine została finalistką Nagrody Literackiej Nike[1]
- 2009: Książka Capcarap została nominowana do Nagrody Literackiej Nike[2]
- 2009: Nominacja do Europejskiej Nagrody Literackiej
- 2013: Nagroda Fundacji Władysława i Nelli Turzańskich
- 2021: Książka Hotel polski została nagrodzona Nagrodą Literacką Marszałka Województwa Zachodniopomorskiego „Jantar”[3].
- 2024 : Zbiór wierszy Do żywego został nagrodzony Nagrodą Literacką Marszałka Województwa Zachodniopomorskiego „Jantar”[4]

W roku 2001 został uhonorowany tytułem Ambasador Szczecina.

## Twórczość
- 1975: Sielanki (wiersze)
- 1983: Balbaryk i skrzydlate psy (dla dzieci)
- 1985: Autoportret ze szminką (wiersze)
- 1985: Balbaryk i złota piosenka (dla dzieci)
- 1986: Dzikie koty (opowiadania)
- 1987: Najbłękitniejsze oczy (dla dzieci)
- 1989: Straszny smok Synoptycy (dla dzieci)
- 1994: Atlas ptaków polskich (wiersze)
- 1995: Ulice Szczecina (eseje)
- 1995: Zielona baśń (dla dzieci; sztuka teatralna)
- 1996: Szepty miłosne (opowiadania)
- 1997: Śnieżynek (dla dzieci)
- 1998: Cukiernica pani Kirsch
- 1999: Awantura w pudełku kredek (dla dzieci)
- 1999: Bardzo ciepłe kraje (dla dzieci)
- 1999: Tuptaszek i Wigorek (dla dzieci)
- 2000: Eine kleine (powieść)
- 2002: Pożegnanie miasta i inne szkice z pamięci (eseje)
- 2006: To wszystko (wiersze)
- 2007: Mariasz (powieść)
- 2008: Balbaryk i tajemne wrota
- 2008: opowiadanie Odchodząc, wracając w zbiorze 2008. Antologia współczesnych polskich opowiadań
- 2008: Capcarap (opowiadania)
- 2010: Po sobie (wiersze)
- 2011: Skerco (opowiadania)
- 2011: Murzynek B. (powieść)
- 2011: opowiadanie Miejsce i czas w zbiorze 2011. Antologia współczesnych polskich opowiadań
- 2012: Kronika powrotu (eseje)
- 2013: Elegijki (wiersze)
- 2015: Ulice Szczecina (ciąg bliższy)
- 2017: Późne popołudnie (wiersze)
- 2018: Spowiadania i wypowieści (opowiadania)
- 2019: Brzuch Niny Conti (eseje)
- 2020: Hotel polski (powieść)
- 2023: Do żywego (wiersze)